# Cermna Finn
Cermna Finn, fils d'Ebric fils d'Eber mac Ír arrière arrière petit-fils de Míl Espáine, est selon les légendes médiévales et la tradition pseudo historique irlandaise Ard ri Erenn conjointement avec son frère Sobairce.

## Règne
Les deux Haut rois parviennent au pouvoir lorsque Cermna tue le précédent souverain, Eochaid Étgudach, lors de la Bataille de Tara. Les deux frère sont les premiers Ard ri, rois originaires d'Ulaid qui avait été donné à Eber mac Ír par Érimón. Ils divisent le pays entre eux la frontière courant de Drogheda à Limerick.
Cermna règne sur la moitié  sud  à partir de Dún Cermna (que Keating identifies à Downmacpatrick dans le  Kinsale, Comté de Cork), Sobairce  la moitié nord à partir de Dún Sobairce (Dunseverick dans le Comté d'Antrim).
Leur règne dure 40 ans. Cermna est tué par  Eochaid Faebar Glas, fils d'un précédent Ar ri Conmáel, lors de la Bataille de Dún Cermna. Sobairce  meurt la même année entre les mains de Eochaid Menn, fils du roi des Fomoires.

## Chronologie
Le Lebor Gabála Érenn synchronise leur règne avec ceux du mythique roi  Laosthenes en Assyrie et  de Roboam dans le  Royaume de Juda. La chronologie de Geoffrey Keating Foras Feasa ar Éirinn assigne à ce règne comme dates 1155-1115 av. J.-C. et les Annales des quatre maîtres de 1533-1493 av. J.-C. 

## Source
- (en) Cet article est partiellement ou en totalité issu de l’article de Wikipédia en anglais intitulé « Cermna Finn » (voir la liste des auteurs), édition du 7 avril 2012.